# Stefan Kasper
Stefan Kasper (* 15. Oktober 1988) ist ein deutscher Snookerspieler. Im Jahr 2010 wurde er Deutscher Meister im Snooker.

## Karriere
Im Frühjahr 2007 wurde Stefan Kasper Deutscher Meister der U-19-Junioren und der U-21-Junioren. Im November desselben Jahres schied er im Achtelfinale der Deutschen Meisterschaft der Herren gegen Olaf Thode aus. 2008 wurde Kasper erneut Deutscher U-21-Meister. Bei den Herren erreichte er das Halbfinale, verlor dieses jedoch mit 2:3 gegen Christian Gabriel. Nachdem Kasper bei der Deutschen Meisterschaft 2009 in der Vorrunde ausgeschieden war, wurde er 2010 durch einen 4:1-Sieg im Finale gegen Sascha Lippe Deutscher Meister. Im Februar 2011 nahm Kasper als Wildcard-Spieler am German Masters, er schied jedoch bereits in der Wildcard-Runde gegen den Engländer Nigel Bond aus. Im November desselben Jahres erreichte er das Finale der Deutschen Meisterschaft. Dieses verlor er jedoch mit 3:4 gegen Patrick Einsle.
Kasper spielt derzeit beim 1. PBC Memmingen.